# Lag om rättspsykiatrisk vård
Lag om rättspsykiatrisk vård (1991:1129), förkortat LRV, är en svensk lag som berör den som av brottsdomstol överlämnats till sådan vård. I dessa fall är förutsättningen att personen begått ett brott, men på grund av allvarlig psykisk störning vid den tidpunkt då brott begåtts inte kan dömas till fängelse. Lagen omfattar följande kategorier:
1. Patienter som efter beslut av domstol ska ges rättspsykiatrisk vård
2. Personer som är anhållna eller häktade och behöver rättspsykiatrisk vård.
3. Häktade personer som är intagna på enhet för rättspsykiatrisk undersökning.
4. Personer som dömts till fängelse och är intagna i eller ska förpassas till kriminalvårdsanstalt och behöver rättspsykiatrisk vård.

## Om rättspsykiatrisk vård
En person som döms till rättspsykiatrisk vård ges inte ett tidsbestämt straff att avtjäna. Vården får pågå högst fyra månader. Om chefsöverläkaren bedömer att vården måste fortsätta ska ansökan göras hos förvaltningsrätten. Vårdtiden kan då förlängas med högst sex månader, efter sex månader kan man ansöka om ny förlängning. Målet med rättspsykiatrisk vård är att patienten ska rehabiliteras och att patientens psykiska hälsa ska förbättras.
Lagen innehåller föreskrifter som innefattar tvång och frihetsberövande i andra fall än de som avses i lagen om psykiatrisk tvångsvård. Lagen gäller, som nämnts ovan, för individer som i domstol dömts till vård, är anhållen, intagen eller ska utredas. 
Dessutom gäller föreskrifterna i hälso- och sjukvårdslagen om att landstingskommuner har skyldighet att erbjuda även rättspsykiatrisk vård. Denna lag gäller också kommuner som inte ingår i landstingskommun.
Tvångsåtgärder får användas vid denna typ av vård men endast om de står i proportion till syftet med åtgärden. Om mindre tillgripliga åtgärder är tillräckliga så ska de användas.

## Beslut om rättspsykiatrisk vård
Föreskrifter om beslut av domstol om överlämnande till rättspsykiatrisk vård finns i brottsbalken. Personer som får ges rättspsykiatrisk vård och som lagen gäller för ska:
1. lida av en allvarlig psykisk störning
2. med hänsyn till sitt psykiska tillstånd och sina personliga förhållanden i övrigt, ha behov av psykiatrisk vård som också kan tillgodoses genom intagning på en sjukvårdsinrättning.
3. motsätta sig sådan vård eller till följd av sitt psykiska tillstånd inte anses kunna fatta beslut kring detta.

Om en person som vårdas enligt lagen om psykiatrisk tvångsvård anhålls eller häktas, och tas in på enhet för rättspsykiatrisk vård eller kriminalvårdsanstalt, ska beslut om sådan vård anses som ett beslut om rättspsykiatrisk vård.
Beslut om rättspsykiatrisk vård fattas av chefsöverläkare på en sjukvårdsinrättning. För ett sådant beslut krävs att ett vårdintyg först har utfärdats av annan läkare. Om rätten har fattat beslut om rättspsykiatrisk undersökning, och den misstänkte redan tagits in på undersökningsenheten, krävs dock inte vårdintyg. Inte heller gäller detta personer som är häktade, anhållna eller ska till kriminalvårdsanstalt. Ytterligare en grupp innefattas av detta, nämligen ungdomar som är dömda till sluten ungdomsvård och ska till ett särskilt ungdomshem.
Rättspsykiatrisk vård kan endast ske inom landstinget och ska efter domstolsbeslut påbörjas genast. Om personen är häktad, kan vård påbörjas om den häktade och åklagare godkänner detta. Inskränkningar för patienten, utifrån ordnings- eller säkerhetsfrågor, får ske om kriminalvården så beslutar. Inskränkningar kan vara att skicka eller ta emot brev, få besök, eller prata i telefon. Efter domstolsbeslut är det regeringen som fattar beslut om inskränkningar, i första rummet om risk bedöms förekomma beträffande rikets säkerhet eller terroristbrott.
Kortare permissioner får ges om det är förenligt med den vårdplan som finns för patienten. Det är endast chefsöverläkaren som kan ge detta. Om det inte förekommer missbruk kan den som genomgår rättspsykiatrisk vård av vissa specifika skäl få permissioner, till exempel att besöka svårt sjuk närstående. Det är vissa villkor i samband med vistelser utanför avdelningen; att ta sina mediciner, hålla kontakt med en utsedd person, boende, att inte använda alkohol och andra droger. Patienten eller chefsöverläkaren kan ansöka till rätten om att patienten får vistas utanför den rättspsykiatriska vårdavdelningen, det vill säga utskrivningsprövning.

## Vårdplan
Vårdplanering ska påbörjas direkt när beslut om psykiatrisk tvångsvård är fattat och det är chefsöverläkaren som är ansvarig för vårdplanen. Vårdplanen är en grund för behandlingen och den ska även ge huvuddragen i den fortsatta vården. Vårdplanen ska utifrån ett helhetsperspektiv för patienten innehålla behandling och omvårdnad så att man når målen för tvångsvården. Om det finns behov av andra insatser som till exempel socialtjänst eller primärvård ska även de delta i vårdplaneringen för att på bästa sätt få till en bra samverkan mellan olika instanser. Det är viktigt att patienten är delaktig i sin vårdplanering; är inte detta möjligt ska det stå i vårdplanen.
I den individuella vårdplanen som finns för varje patient ska målen med behandlingen finnas med. Vårdtiden är ofta lång, den brukar pågå under flera år, och innehåller ofta flera olika behandlingsstrategier. Behandlingen ska ta hänsyn till både kropp och själ hos patienten för att han/hon ska kunna fungera i samhället. Det finns individuella scheman som innehåller olika typer av aktiviteter; det är även viktigt att det blir ett normalt beteende och balans i det dagliga livet när det gäller mat, motion, aktiviteter, social samvaro, sömn och vila. Chefsöverläkaren på den vårdades sjukvårdsinrättning beslutar att vården genast ska upphöra om personen som vårdas där inte längre uppfyller de kriterier som föreligger beslutet om LRV. Om den vårdade personen inte längre lider av en allvarlig psykisk störning eller om behovet av frihetsberövande ej är nödvändigt ska beslutet om den rättspsykiatriska vården upphävas av chefsöverläkaren.
Chefsöverläkaren ska regelbundet göra bedömningar, och frågan om den rättspsykiatriska vårdens upphörande ska övervägas fortlöpande. Rättspsykiatrisk vård som avses i ovanstående text får inte pågå i mer än fyra månader. Om vårdbehov kvarstår efter detta så måste chefsöverläkaren ansöka om förlängd vårdtid och förvaltningsrätten är det beslutande organet i dessa frågor och de kan bevilja vård i ytterligare sex månader. Om vårdbehovet efter sex månader fortfarande kvarstår måste en ny ansökan till förvaltningsrätten skrivas av chefsöverläkaren annars upphör den rättspsykiatriska vården. Om ansökan om förlängd vårdtid avslås av förvaltningsrätten ska vården omedelbart upphöra.
Ovanstående gäller ej personer som genomgår rättspsykiatrisk vård med särskild utskrivningsprövning, chefsöverläkaren kan inte besluta om att vården genast ska upphöra i dessa fall. Förvaltningsrätten beslutar när den rättspsykiatriska vården inte längre är nödvändig, både patienten själv och chefsöverläkaren kan ansöka om upphörande av LRV.

## Vårdens upphörande
Om den som genomgår rättspsykiatrisk vård utan beslut om särskild utskrivningsprövning inte längre lider av en allvarlig psykisk störning eller om det inte längre med hänsyn till hans/hennes psykiska tillstånd och personliga förhållanden i övrigt är påkallat att han är intagen på en sjukvårdsinrättning för psykiatrisk vård, som är förenad med frihetsberövande och annat tvång, ska chefsöverläkaren vid den enhet där patienten vårdas genast besluta att vården ska upphöra. Frågan om den rättspsykiatriska vårdens upphörande ska övervägas fortlöpande.
Rättspsykiatrisk vård får pågå under högst fyra månader, räknat från den dag då domstolens beslut blivit verkställbart. Efter ansökan av chefsöverläkaren får förvaltningsrätten medge att den rättspsykiatriska vården fortsätter utöver den nämnda längsta tiden.
Medgivande till förlängning av vårdtiden får lämnas för högst sex månader åt gången, räknat från prövningstillfället. Ansökan om förlängning ska ha kommit in till förvaltningsrätten innan tiden för gällande beslut om rättspsykiatrisk vård har löpt ut.
Har en ansökan om förlängning kommit in till förvaltningsrätten, får den rättspsykiatriska vården fortsätta i avvaktan på rättens beslut. Avslår rätten ansökan, ska vården upphöra omedelbart. Ansökan och medgivande i anledning av en sådan ansökan fortsätter att gälla, om patienten överförs till en annan sjukvårdsinrättning utan att beslut har fattats om att den rättspsykiatriska vården ska upphöra.
Beträffande den som genomgår rättspsykiatrisk vård med särskild utskrivningsprövning ska vården upphöra när:
1. det inte längre till följd av den psykiska störning som föranlett beslutet om särskild utskrivningsprövning finns risk för att patienten återfaller i brottslighet som är av allvarligt slag och
2. det inte heller annars med hänsyn till patientens psykiska tillstånd och personliga förhållanden i övrigt är påkallat att han är intagen på en sjukvårdsinrättning för psykiatrisk vård, som är förenad med frihetsberövande och annat tvång.

En fråga enligt första stycket prövas av förvaltningsrätten efter anmälan av chefsöverläkaren eller efter ansökan av patienten. Anmälan ska ske genast när chefsöverläkaren finner att den rättspsykiatriska vården kan upphöra. I annat fall ska anmälan göras senast inom fyra månader, räknat från den dag då domstolens beslut blivit verkställbart eller, om patienten kommit till sjukvårdsinrättningen en senare dag, från den dagen. Därefter ska anmälan göras inom var sjätte månad från den dag då rätten senast meddelade beslut i frågan.
Patienten kan överklaga beslutet av chefsöverläkaren till förvaltningsrätten:
1. vid intagning för rättspsykiatrisk vård, varvid överklagandet ska anses innefatta även en begäran att vården ska upphöra
2. vid avslag på en begäran att den rättspsykiatriska vården ska upphöra
3. vid avslag på en begäran om tillstånd att vistas utanför vårdinrättningens område
4. vid återkallelse av tillstånd att vistas utanför vårdinrättningens område
5. vid psykiatrisk tvångsvård om förstöring eller försäljning av egendom
6. vid inskränkning i rätten att använda elektroniska kommunikationstjänster
7. vid övervakning av försändelser

I övrigt får beslut av chefsöverläkaren enligt denna lag inte överklagas. Chefsöverläkaren får inte överklaga rättens beslut enligt denna lag.
När ett beslut av chefsöverläkaren överklagas, ska överklagandet ges in till förvaltningsrätten. Förvaltningsrätten prövar om överklagandet har kommit in i rätt tid. Har överklagandet kommit in för sent, ska förvaltningsrätten avvisa det, om förseningen inte beror på att chefsöverläkaren har lämnat patienten en felaktig underrättelse om hur man överklagar. Överklagandet ska inte avvisas, om det har kommit in till chefsöverläkaren innan tiden för överklagande har gått ut. I ett sådant fall ska chefsöverläkaren omedelbart vidarebefordra överklagandet till förvaltningsrätten. 
Mål enligt denna lag ska handläggas skyndsamt. Så snart en ansökan eller anmälan har kommit in till förvaltningsrätten, ska rätten pröva om den har kommit in i tid. Har den kommit in för sent, ska rätten skyndsamt underrätta chefsöverläkaren om detta.
Ett mål hos en förvaltningsrätten ska tas upp till avgörande inom åtta dagar från den dag då ansökan, anmälan eller överklagandet kom in till förvaltningsrätten. Förvaltningsrätten får förlänga tidsfristerna om det behövs ytterligare utredning eller om någon annan särskild omständighet gör det nödvändigt.

## Övriga bestämmelser
Chefsöverläkaren får ge uppdrag åt en annan läkare med specialistkompetens inom psykiatri vid sjukvårdsinrättningen eller enheten för rättspsykiatrisk undersökning där patienten vårdas att göra uppgifter som chefsöverläkaren har enligt lag. Finns det särskilda skäl får uppdragen lämnas åt en annan läkare vid vårdinrättningen eller enheten, det gäller inte när det är fråga om beslut om intagning för rättspsykiatrisk vård, ansökan om medgivande till fortsatt vård, anmälan om upphörande av vård, beslut om behandling, beslut om fastspänning, beslut om avskiljning, beslut om inskränkning gällande användandet av elektroniska kommunikationstjänster, beslut om övervakning av försändelser, beslut om upphörande av inskränkningar gällande de två senast nämnda inskränkningarna.
Regeringen eller socialstyrelsen (efter regeringens bemyndigande) får medge undantag från krav att läkare som gör bedömning för vårdintyg ska ha legitimation, och från kravet om specialistkompetens. Regeringen el socialstyrelsen ska för viss tid förordna särskilda sakkunniga att bistå rätten. Från verksamhet där det gäller sekretess ska det lämnas ut uppgifter om en patient som chefsöverläkaren behöver för att kunna fullgöra sina uppgifter. Enligt lagen ska det lämnas ut också från en verksamhet där det gäller sekretess. Samma gäller för en sakkunnigs uppdrag eller ett yttrande från socialstyrelsen. 
Har en patient fyllt 15 år har denne rätt att själv föra sin talan i mål och ärenden enligt lagen. En chefsöverläkare ska i den omfattning som regeringen eller socialstyrelsen föreskriver fortlöpande lämna uppgifter om åtgärder som vidtagits enligt lagen. 
Har åklagaren innan en länsrätts beslut meddelat att beslutet kan överklagas får länsrättens eller kammarrättens beslut inte verkställas innan det vunnit laga kraft eller rätten informerats om att beslutet inte kommer överklagas, har så skett ska rätten genast meddela vårdinrättningen att beslutet kan verkställas. Beslut som meddelas gäller omedelbart.
Chefsöverläkaren ska så snart patientens tillstånd tillåter genom individuell och anpassad information upplysa patienten om dennes rätt till stödperson. När rättspsykiatrisk vård har påbörjats respektive avslutats ska genast chefsöverläkaren underrätta patientnämndsverksamheten. Nämnden ska informeras då en patient har överklagat ett beslut att vården inte ska upphöra och då vården efter överklagandet har upphört. De föreskrifter som anges i lagen om psykiatrisk tvångsvård ang. stödperson gäller också i tillämpliga delar rättspsykiatrisk vård. Dock gäller rätten att för stödpersonen besöka patienten bara i den mån det inte stöter på hinder på grund av bestämmelser, behandling av häktade och anhållna på grund av inskränkningar i patientens rätt att ta emot besök. Finns det särskilda skäl till att en patient med tanke på stödpersonens säkerhet inte kan ta emot besök ska chefsöverläkaren lämna ut nödvändiga upplysningar till stödpersonen eller till nämnden.
Polismyndigheten har likt i lagen om psykiatrisk tvångsvård i tillämpliga delar skyldighet att lämna biträde, detta gäller också när en patient inte inställer sig vid tidpunkt för då vården ska börja.
Genomgår en patient rättspsykiatrisk vård med särskild utskrivningsprövning (SUP) ska chefsöverläkaren ge målsäganden möjlighet att begära att bli underrättad om patienten avviker, när patienten blir beviljad att vistas utanför sjukvårdsinrättningens område eller då vården upphör. Önskar målsäganden att bli underrättad ska detta göras så snart som möjligt och innan patienten lämnar vårdinrättningen. Finns särskilda skäl får underrättelse lämnas utan att målsäganden begärt att bli underrättad. En underrättelse ges på ett sätt som är lämpligt i varje enskilt fall och ska innehålla information och regler om besöksförbud enligt den lagen.
Chefsöverläkaren är skyldig att lämna ut uppgifter till kriminalvården om en patient som efter den rättspsykiatriska vården ska till häkte eller anstalt om uppgiften behövs inom kriminalvården. Samma skyldighet gäller till statens institutionsstyrelse ang. patient som ska till ett särskilt ungdomshem.
En patient ska så snart dennes tillstånd tillåter upplysas av chefsöverläkaren om sin rätt att överklaga vissa beslut, ansöka om att vården ska upphöra, ansöka om tillstånd att vistas utanför sjukvårdsinrättningens område, anlita ombud eller biträde, få ett offentligt biträde. Denna lag ska finnas väl synlig för patienterna på respektive sjukvårdsinrättning eller undersökningsenhet.